# アシュドッド
アシュドッド（ヘブライ語: אַשְׁדּוֹד,ロシア語: Ашдод）は、イスラエル南部地区に位置する都市である。

## 概要

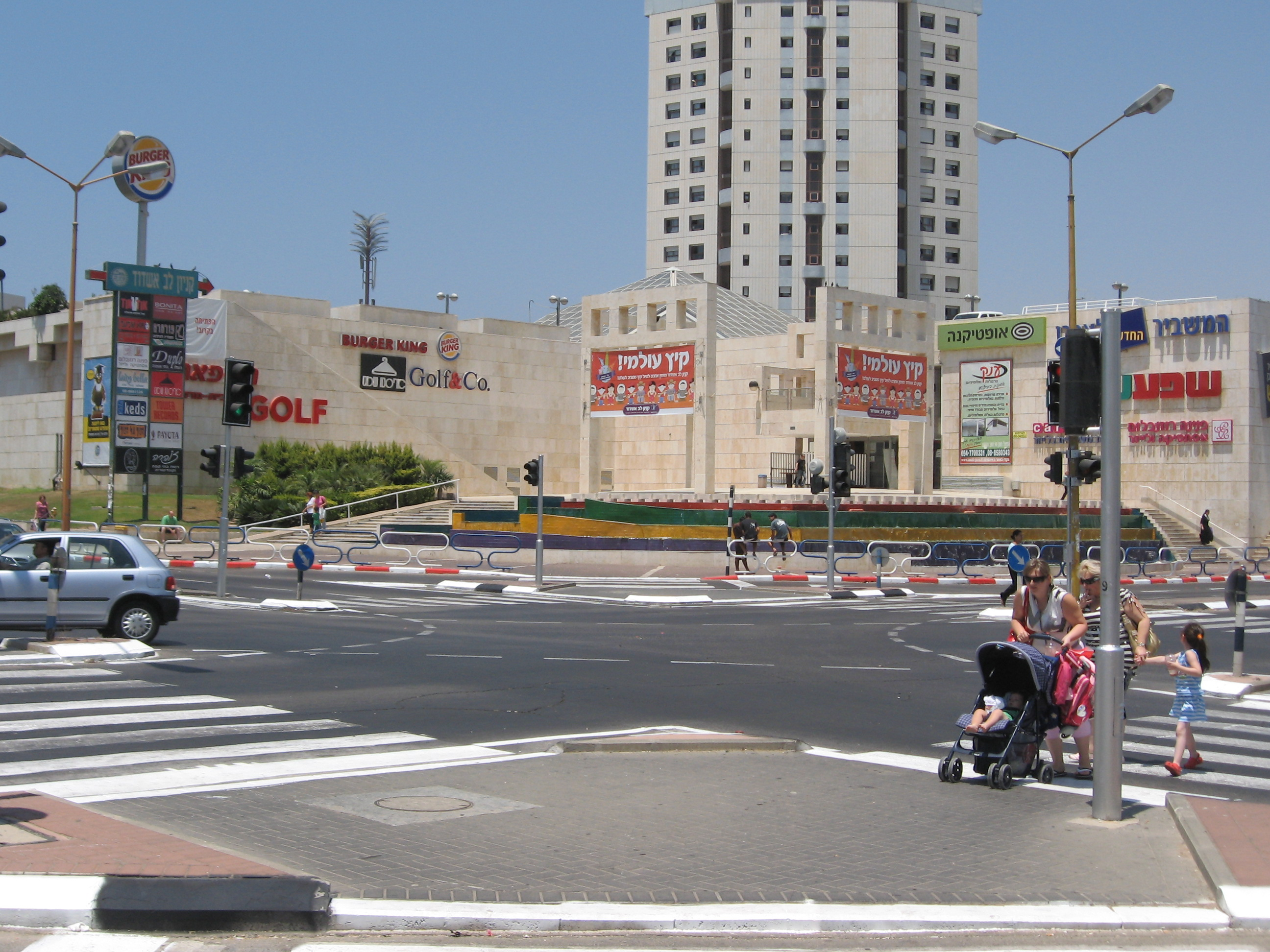
ショッピング・モール

人口の年齢構成は10歳未満は19.7パーセント、10歳から19歳までは15.7パーセント、20歳から29歳までは14.9パーセント、30歳から44歳までは19.1、45歳から64歳までは19.1パーセント、11.3パーセントは65歳以上であった。アシュドドは、イスラエルの年齢構成平均より著しく若いと云える。初期の移民はモロッコ系、エジプト系のユダヤ人であった。1960年代から1970年代にかけて多くのルーマニア系、グルジア系の移民を受け入れた。1990年代の始め、旧ソ連諸国から約6万人を超えるユダヤ人が移住した。1990年代、エチオピア系のユダヤ人が移住、近年ではフランス系、アルゼンチン系のユダヤ人が移住している。
インド、マハーラーシュトラ州出身のインド系ユダヤ人である約6万人はここで定住している。
市には世界最大のカライ派コミュニティがある。

## 歴史
かつてフィリスティア人が住んでいた町であり、ミケーネ文明の影響を受けたと思われる遺跡が発掘されている。

## 政治
アシュドッド市議会には25人の選ばれたる議員が存在。
市長は、5年の任期制である。

## 産業

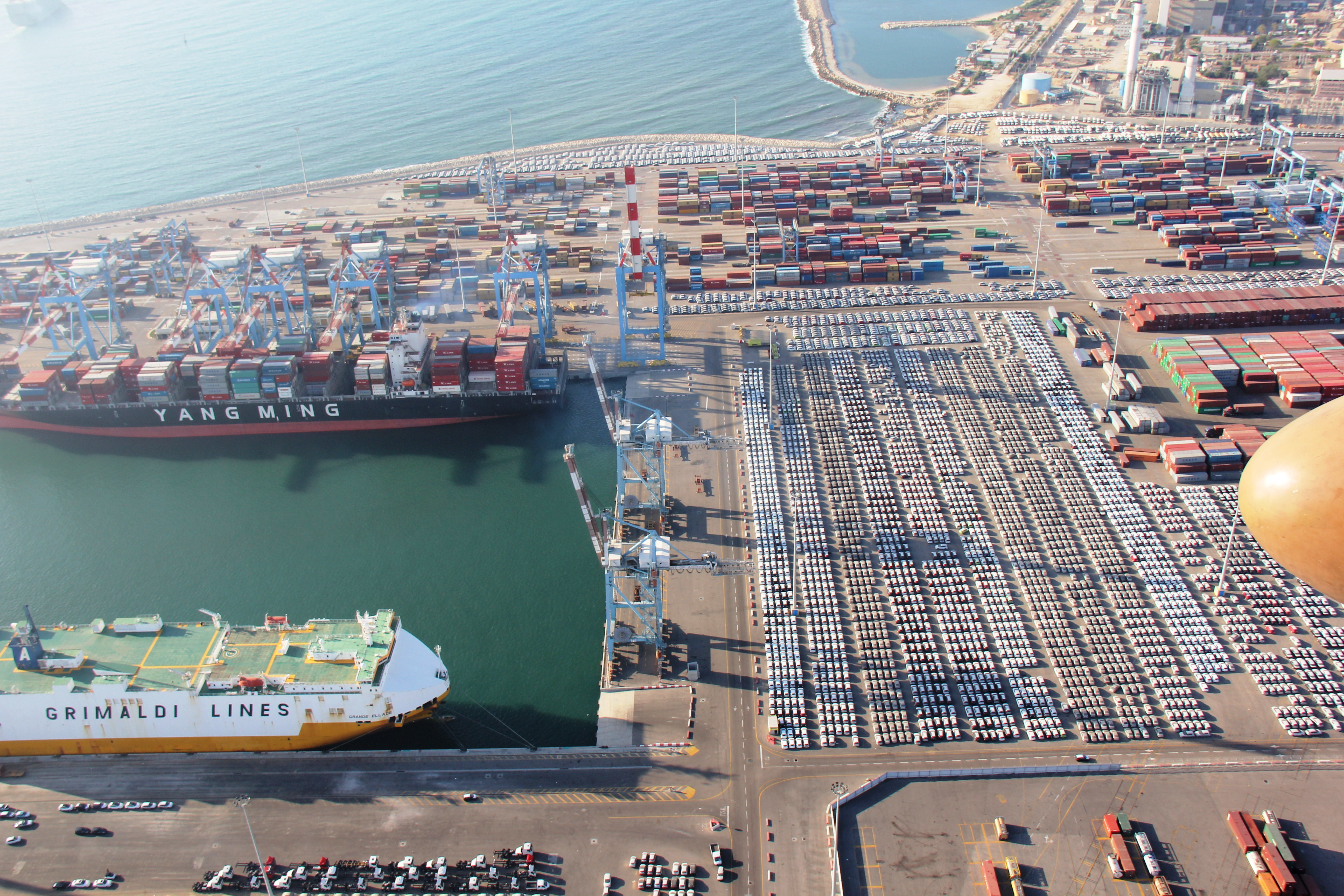
アシュドッド港

アシュドッドはイスラエルで最も重要な工業中心地の一つと云える。市の産業活動は、港湾地域、ラキシュ川周辺など主に北部地域にある。アシュドッド港は、イスラエルの港湾貨物取扱量の約60パーセントを扱うイスラエルで最大の港である。近年、改良されパナマックス船の停泊を可能とした。様々な船会社のオフィスも港湾地域に集中している。
2024年には、アシュドット港において、ガザ地区に向けた人道支援物資の積み下ろしが認められた。

## スポーツ
- FCアシュドッド　- アシュドッドを本拠地とするサッカークラブチーム。

## 友好都市
| - ボルドー（フランス） - バイアブランカ（アルゼンチン） - カリフォルニア州ロサンゼルス（アメリカ） |  | - 武漢市（中国） - ベルリン,シュパンダウ区（ドイツ） - フロリダ州タンパ（アメリカ） |